# Moulin pendu de Champtoceaux

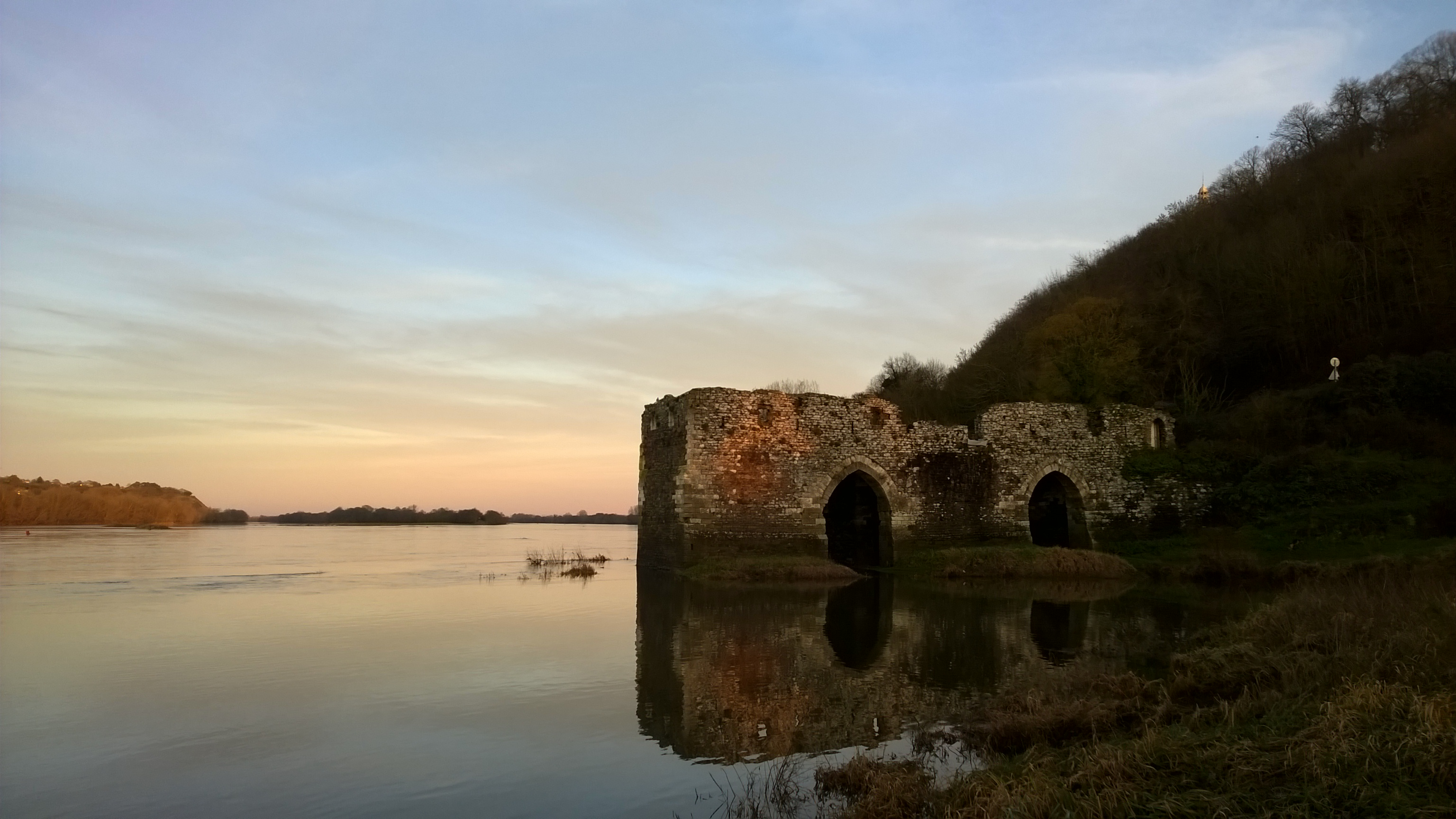
Moulin pendu (montait et descendait selon la marée) à farine, XIIIe siècle et XIVe siècle, remplacé en 1420 par des bateaux-moulins jusqu'au XIXe siècle ; le lieu (rocher), équipé d'un épi (« barrage » de pierres déviant la navigation), servit aussi de péage du VIIe siècle jusqu'au XVIIe siècle et de port de batellerie à vapeur jusqu'à la construction du chemin de fer. Janvier 2016.

Le moulin pendu est un édifice situé à Champtoceaux, en France.

## Localisation
L'édifice est situé sur la rive gauche de la Loire, au lieu-dit "Le Port-du-Moulin", en contrebas du château de Champtoceaux, sur la commune d'Orée d'Anjou, en Maine-et-Loire. Le site est bordé par la RD 751 et le pont enjambant la Loire vers Oudon (Loire-Atlantique).

## Historique
L'édifice est classé au titre des monuments historiques en 1975.